# Tridens texanus
Tridens texanus är en gräsart som först beskrevs av Sereno Watson, och fick sitt nu gällande namn av George Valentine Nash. Tridens texanus ingår i släktet Tridens och familjen gräs. Inga underarter finns listade i Catalogue of Life.